# 石原孝哉
石原 孝哉（いしはら こうさい、1943年4月 - ）は、日本の英文学者。駒澤大学名誉教授。

## 来歴
山梨県生まれ。1966年（昭和41年）駒澤大学文学部英文科卒業。1968年同大学院修士課程修了。同年、駒澤大学北海道教養部専任講師、岩見沢駒澤短期大学兼任講師。1971年駒澤大学外国語学部助教授、1981年教授。1977年‐1978年および2003年‐2004年、ケンブリッジ大学客員研究員。2014年定年、名誉教授。日本ペンクラブ会員。

## 著書
- 『シェイクスピアと超自然』南雲堂 1991年[2]
- 『幽霊のいる英国史』集英社新書 2003年
- 『悪王リチャード三世の素顔』丸善プラネット 2013年
- 『ヘンリー五世 - 万人に愛された王か、冷酷な侵略者か』明石書店 2019年[3]

### 共編著
- 『素顔のスペイン』川成洋共著 三修社 1983年11月 改題「スペイン夢行」
- 『ロンドン歴史の横道』川成洋共著 三修社(コロン・ブックス) 1984年
- 『イギリス人の故郷』川成洋共著 三修社 1984年5月 改題「イギリスの田舎町」
- 『ロンドン歴史物語』川成洋共著 1994年 丸善ライブラリー
- 『ロンドン・パブ物語』市川仁共著 1997年 (丸善ライブラリー)
- 『ミステリーの都ロンドン ゴースト・ツアーへの誘い』市川仁,内田武彦共著 1999年 (丸善ライブラリー)
- 『イギリス田園物語 田舎をめぐる旅の楽しみ』川成洋共著 2000年 (丸善ライブラリー)
- 『イギリス大聖堂・歴史の旅』市川仁,内田武彦共著 2005年 (丸善ブックス)
- 『英語で楽しむ秘録・イングランド史外伝』市川仁,依田里花,狩野晃一共編 南雲堂 2008年3月
- 『イギリス検定 あなたが知っている、知らないイギリスの四択・百問』川成洋,市川仁共編著 南雲堂フェニックス 2011年
- 『ロンドンを旅する60章』川成洋共編著 明石書店 エリア・スタディーズ 2012年
- 『イギリスの四季 ケンブリッジの暮らしと想い出』市川仁,伊澤東一,宇野毅共編著 彩流社 2012年
- 『イギリス文学を旅する60章』市川仁共編著 明石書店 2018年

「国立国会図書館」を参照

### 翻訳
- ジョージ・ウィルソン・ナイト『煉獄の火輪 シェイクスピア悲劇の解釈』河崎征俊共訳 オセアニア出版 1981年
- ノースロップ・フライ『シェイクスピア喜劇とロマンスの発展』市川仁共訳 三修社 1987年2月
- 『ノースロップ・フライのシェイクスピア講義』ロバート・サンドラー編 市川仁,林明人共訳　三修社 1991年